# Meljac
Meljac é uma comuna francesa na região administrativa de Occitânia, no departamento de Aveyron. Estende-se por uma área de 9,54 km². Em 2010 a comuna tinha 129 habitantes (densidade: 13,5 hab./km²).